# Accordo tripartito
L'accordo tripartito fu un progetto, nato nel 1956 e poi naufragato due anni dopo, di un accordo tra Francia, Germania Ovest e Italia con il quale queste tre nazioni intendevano dotarsi di armamenti nucleari prodotti in comune.
La vicenda emerge dai diari di Paolo Emilio Taviani (l'allora ministro della difesa italiano) ed è stata resa nota in termini generali dalla metà degli anni Novanta.

## Storia
L'idea dell'"atomica europea" nacque nel 1956 da sette incontri segreti (le cosiddette "riunioni del caminetto" dove si parlava in francese, senza interpreti e collaboratori) fra i ministri della difesa dei tre Paesi (il francese Jacques Chaban-Delmas, il tedesco Franz Joseph Strauss e, appunto, l'italiano Paolo Emilio Taviani) sulla spinta anche della delusione delle principali potenze europee per l'atteggiamento tenuto dall'amministrazione statunitense di Dwight David Eisenhower nei confronti delle crisi di Suez e d'Ungheria di quello stesso anno.
Nel novembre 1957 i tre Paesi arrivano a un protocollo d'intesa per la standardizzazione degli armamenti con una parte riservata in cui si parla di "applicazione militare dell'energia nucleare". Nell'aprile 1958 si individua l'impianto che dovrà produrre la "bomba" (Pierrelatte, in Francia) e si ripartiscono le spese (45 per cento a Francia e Germania Ovest e il 10 per cento all'Italia).
Nella primavera del 1958 il progetto sembra in dirittura d'arrivo ma invece fallisce tutto con il consolidamento del potere in Francia di Charles de Gaulle (col referendum del settembre 1958) che punta decisamente sull'atomica solo francese.

## Ragioni dell'insuccesso del progetto
Al risultato negativo contribuiscono anche un'altra serie di fattori quali l'ambiguità dei protagonisti che giocano tutti su più tavoli (a partire dal rapporto con gli Stati Uniti d'America che invece erano apparentemente quasi sfidati, del resto lo stesso Taviani, per esempio nella vicenda sull'organizzazione Gladio, è considerato un amico solidissimo degli statunitensi) e una fragilità intrinseca del progetto, costituita dal fatto di non aver mai chiarito la struttura politica portante, ossia nel non aver individuato preliminarmente un'istituzione in grado di decidere su chi avrebbe tenuto in mano "le chiavi" della futura arma nucleare e su altri temi delicati simili.